# Jean-Michel Sama Lukonde
Jean-Michel Sama Lukonde Kyenge (ur. 4 sierpnia 1977 w Paryżu) – kongijski polityk, od lutego 2021 do kwietnia 2024 pełnił rolę premiera Demokratycznej Republiki Konga.

## Młodość i wykształcenie
Urodził się 4 sierpnia 1977 roku w Paryżu, we Francji. Jest synem Faustine Mwanda i Stéphane Lukonde Kyenge, katangijskiego działacza politycznego zamordowanego w 2001 roku. W 1996 roku ukończył kurs chemii przemysłowej w Mutoshi Technical Institute w Kolwezi. W 2000 roku ukończył studia w dziedzinie informatyki na uniwersytecie w Republice Południowej Afryki. W 2006 roku kończył również kierunek chemiczny na Uniwersytecie w Lubumbashi.

## Kariera polityczna
W 2006 roku uzyskał mandat deputowanego do Zgromadzenia Narodowego, z okręgu Likasi w prowincji Górna Katanga, został także członkiem partii Przyszłość Konga (fr. Avenic du Congo, ACO). Stanowisko deputowanego pełnił do 2011 roku. 7 grudnia 2014 wszedł w skład rządu premiera Augustina Matata Ponyo, jako minister sportu i młodzieży. 22 września 2015 roku zrezygnował z funkcji ministra. Na tym stanowisku zastąpił go Denis Kambayi Tshimbumbu.
3 czerwca 2019 roku prezydent mianował go szefem zarządu państwowego przedsiębiorstwa Gécamines, zajmującego się górnictwem.
15 lutego 2021 roku prezydenta Félix Tshisekedi mianował go premierem kraju. Zastąpił na tym stanowisku Sylvestre Ilunga, który to zrezygnował wskutek przeprowadzonego wobec niego wotum nieufności.
1 kwietnia 2024 stracił stanowisko premiera i został zastąpiony przez Judith Tuluka.